# Odrubljivanje glave
Odrubljivanje glave, glavosjek (glavosijek), obezglavljivanje (obezglavljenje) ili dekapitacija (srednj. lat. decapitare - obrzglaviti), čin je kojim se glava odrubljuje od ostatka tijela. Kod ljudi i većine životinja taj čin vrlo brzo dovodi do moždane smrti, s obzirom na to da nakon nekoliko minuta mozak ostaje bez krvi. Postojeća medicinska tehnologija nije u stanju održati odrezanu glavu na životu, odnosno prišiti je natrag na tijelo s obzirom na prevelika oštećenja presječene leđne moždine, arterija i mišića.
Odrubljivanje glav u pravilu se gotovo uvijek događa kao posljedica, odnosno metoda ubojstva ili izvršenja smrtne kazne, a kao alat se pri tome koristi hladno oružje s oštricom (nož, mač, sjekira), žica ili posebni uređaji kao što je giljotina (u Francuskoj revoluciji). Krvnik koji je specijaliziran za pogubljenje odsijecanjem glave se zove glavosječa.
Kroz povijest je bilo često ritualno obezglavljivanje leševa ili na drugi način ubijenih ili pogubljenih osoba. Pobjeda u ratu ili osvajanje stranoga teritorija nerijetko je završavalo javnim odrubljivanjem glave njegova dotadašnjega vladara, najčešće na trgovima ili na samomu bojištu, što je bio i vidljivi i simbolički čin pobjede i poniženja pobjeđene vojske ili stanovništva osvojena područja. Takva su pogubljenja nadahnula brojna umjetnička djela.
Osim na taj način, do odrubljivanja glave može doći i nesretnim slučajem – prilikom eksplozija, prometnih i inih nesreća. Iako su takvi slučajevi rijetki, moguće je izvršiti i samoubojstvo rezanjem vlastite glave.
Odrubljivanja glave u prenesenom značenju označava i svaki čin kojom se neka država ili organizacija onesposobljava tako što joj se trajno ili privremeno ukloni ili onesposobi njezino vodstvo.

## Vanjske poveznice
- Crime Library  Arhivirana inačica izvorne stranice od 13. lipnja 2006. (Wayback Machine)
- The East London Decapitator
- CapitalPunishmentUK.org